# جیمز اکهاوس
جیمز اکهاوس (انگلیسی: James Eckhouse؛ زادهٔ ۱۴ فوریهٔ ۱۹۵۵) بازیگر و کارگردان فیلم اهل ایالات متحده آمریکا است.
از فیلم‌ها یا برنامه‌های تلویزیونی که وی در آن نقش داشته‌است می‌توان به همسر خوب، جونیور، ذهن‌های جنایتکار، کسل، اماکن تجاری، بزرگ، کوکتل، مرد چاق و پسر کوچک، یک چیز واقعی، کارشناسان سکس، جذابیت مرگبار، بورلی هیلز، ۹۰۲۱۰ و نیمه‌عمر اشاره کرد.